# Institut français de Djibouti
L' Institut français de Djibouti (IFD) fait partie du réseau des instituts français.

## Historique
Né en 1978 sous le nom de Centre culturel français Arthur Rimbaud (CCFAR), puis devenu l'Institut français Arthur-Rimbaud (IFAR) avant de devenir l'Institut français de Djibouti, l’"IFD" est un instrument de coopération et de diffusion de la culture. Il a un triple projet : le rayonnement de la culture française et francophone à Djibouti, l’accompagnement et la mise en valeur de projets artistiques et culturels djiboutiens, et la promotion du dialogue culturel Nord-Sud et Sud-Sud.
Depuis 1997, le centre est installé dans un bâtiment polyvalent conçu par l’architecte Cazaban-Mazerolles.
L'IFD a été institué en 2012, dans le cadre d’une réforme du réseau culturel et de coopération du ministère des Affaires étrangères décidée par la loi du 27 juillet 2010, en remplacement de l'association Culturesfrance. Avec cette réorganisation, qui visait à une meilleure unité et une plus grande simplicité de gestion, les services de coopération universitaire, éducative, linguistique et culturelle de l’Ambassade de France ont fusionné pour devenir l’Institut français de Djibouti.

## Rôle
L'Institut participe à la scène culturelle locale en proposant une offre de programmes variée: concerts, projections, expositions, débats, etc.. L'IFD propose ainsi quelque 150 évènements annuels et participe à des évènements externes dans le cadre de la promotion de la culture et des échanges entre la France et Djibouti. Il développe ainsi des partenariats avec d'autres entités gouvernementales ou non-gouvernementales.

## Informations générales
L'Institut français héberge la seule médiathèque du pays, contenant plus de 30 000 ouvrages. Il accueille 15 000 personnes par an. Il héberge également un studio de création musicale et un espace d'exposition